# Pilotrichella reesei
Pilotrichella reesei là một loài Rêu trong họ Meteoriaceae. Loài này được B.H. Allen & Magill mô tả khoa học đầu tiên năm 2003.